# Скіт-Орешень
Скіт-Орешень, Скіт-Орешені (рум. Schit-Orășeni) — село у повіті Ботошані в Румунії. Входить до складу комуни Крістешть.
Село розташоване на відстані 358 км на північ від Бухареста, 11 км на південь від Ботошань, 86 км на північний захід від Ясс.

## Населення
За даними перепису населення 2002 року у селі проживали 559 осіб, усі — румуни. Усі жителі села рідною мовою назвали румунську.